# Molorchus umbellatarum
Molorchus umbellatarum (лат.) — вид жуков-усачей из подсемейства настоящих усачей.

## Описание
Длина тела взрослых насекомых 5—8,5 мм. Общая окраска тела бурая или чёрная. Надкрылья рыжевато-бурые. Личинки живут под корой различных пород древесных растенийй. В год развивается одно поколение. Зимует на стадии куколки. Жуки посещают цветки розоцветных, в том числе боярышника однопестичного.

## Распространение
Встречается в Западной Европе, европейской части России, на Кавказе и Закавказье, в Турции, Иране и в южной Туркмении.